# Segunda División de Chile 1967
Segunda División de Chile 1967 var 1967 års säsong av den näst högsta nationella divisionen för fotboll i Chile, som vanns av Deportes Concepción som således gick upp i Primera División (den högsta divisionen). Deportes Ovalle flyttades ner på grund av sämre målkvot (antal gjorda mål dividerat med antal insläppta mål) jämfört med Iberia-Puente Alto och Ferrobádminton som hamnade på samma poäng.

## Tabell
| Nr | Lag                   | S  | V  | O  | F  | GM | IM | MS  | P  |
| -- | --------------------- | -- | -- | -- | -- | -- | -- | --- | -- |
| 1  | Deportes Concepción   | 26 | 18 | 6  | 2  | 50 | 21 | +29 | 42 |
| 2  | Lota Schwager         | 26 | 17 | 6  | 3  | 55 | 36 | +19 | 40 |
| 3  | Ñublense              | 26 | 12 | 7  | 7  | 57 | 34 | +23 | 31 |
| 4  | San Antonio Unido     | 26 | 13 | 5  | 8  | 53 | 44 | +9  | 36 |
| 5  | Antofagasta Portuario | 26 | 8  | 12 | 6  | 30 | 30 | 0   | 28 |
| 6  | UTE                   | 26 | 10 | 6  | 10 | 43 | 37 | +6  | 26 |
| 7  | Municipal de Santiago | 26 | 9  | 6  | 11 | 42 | 38 | +4  | 24 |
| 8  | Colchagua             | 26 | 8  | 6  | 12 | 39 | 45 | −6  | 22 |
| 9  | Lister Rossel         | 26 | 7  | 7  | 12 | 27 | 31 | −4  | 21 |
| 10 | Coquimbo Unido        | 26 | 7  | 7  | 12 | 25 | 38 | −13 | 21 |
| 11 | Trasandino            | 26 | 6  | 8  | 12 | 33 | 41 | −8  | 20 |
| 12 | Ferrobádminton        | 26 | 6  | 8  | 12 | 34 | 47 | −13 | 20 |
| 13 | Iberia                | 26 | 7  | 6  | 13 | 30 | 52 | −22 | 20 |
| 14 | Deportes Ovalle       | 26 | 7  | 6  | 13 | 24 | 42 | −18 | 20 |